# Диякониса

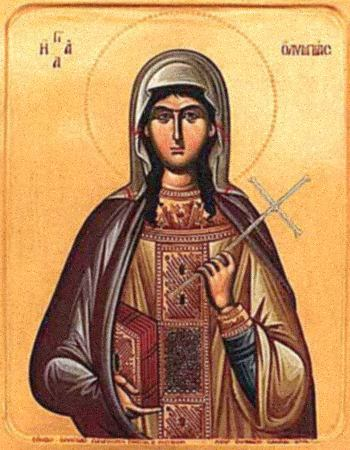
[https://en.m.wikipedia.org/wiki/Olympias_the_Deaconess Диякониса Олімпіада

Диякони́са або дияконе́са (грец. Διακόνισσα) — жінки у стародавній церкві I–VIII століть, котрі прийняли свячення і несли служіння в церкві. У наш час це служіння по-різному розглядається дослідниками. Традиційно-ортодоксальні автори акцентують, що служіння дияконис, хоча й було схоже на служіння дияконів, але було звернене виключно до жінок у церкві й не мало сакраментального вираження під час загального церковного богослужіння. Інші автори описують служіння дияконис, визначаючи їх роль у церкві як літургійну і пасторську.

## Історія
Перша згадка про дияконис міститься у Посланні до Римлян: «Представляю вам Фіву, сестру нашу, дияконису церкви Кенхрейської» (Рим. 16:1). Цей інститут отримав розвиток у період гонінь на християн. Так, в Апостольських постановах сказано: «у деякі будинки не можна послати до жінок чоловіка диякона, через невірних: тому, для заспокоєння помислу нечестивих, відправ туди жінку дияконису».
Апостольські постанови (кінець IV століття) містять спеціальну молитву для чину поставлення дияконис. Поставлення дияконис здійснював єпископ через рукопокладення у присутності пресвітерів, дияконів та інших дияконис. Обряд посвячення в диякониси міститься також у канонах Першого Нікейського собору (325 року), Халкедонського собору (451), а також у Кодексі Барберіні (780 року). Вивчення цього обряду привело деяких сучасних дослідників до думки, що він повністю відповідає таїнству церкви в сучасному значенні.
З постанов Першого і Четвертого Вселенських соборів можна побачити, що диякониси ділилися на два розряди:
- Диякониси рукопокладені, котрі прислуговували в храмах при богослужінні;

До рукопокладення допускалися неодружені жінки, вдови та черниці, котрі досягли 40 років (15 правило Четвертого Вселенського собору) і після ретельного випробування. Якщо ж після рукопокладення диякониса брала шлюб, то вона та її чоловік підлягали анафемі.
- Диякониси за вбранням, які займалися справами милосердя. Згідно з 19-им правилом Нікейського собору жінкам, які присвятили себе служінню церкві, по досягненні 25 років благословлялося носити особливий одяг. Однак до 40-річного віку вони могли залишатися в домі батьків.

Інститут дияконис припинив існування у церкві в добу середньовіччя.
До дияконис за вбранням можна зарахувати сестер Марфо-Маріїнської обителі милосердя, заснованої святою преподобномученицею Великою княгинею Єлизаветою у 1909 році.
Єлизавета Федорівна була прихильницею відродження у своїй обителі чину дияконис — служниць церкви, які в перші століття християнства поставлялися через рукопокладення, брали участь у здійсненні літургії, приблизно в тій ролі, в якій зараз служать іподиякони, займалися катехизацією жінок, допомагали при хрещенні жінок, служили хворим.
Питання про відновлення інституту дияконис обговорювалося на Помісному соборі Російської православної церкви 1917–1918 рр. Однак через революцію і подальшу громадянську війну, так і не було вирішене.
У важкі часи більшовицьких гонінь у 30-ті роки ХХ століття жінки нерідко залучалися до активної церковної діяльності і богослужбової практики. Жінки часто ставали старостами храмів, співцями і читцями, що зберігається і понині. У деяких архієреїв іподияконами служили маленькі дівчатка (у храмах Антіохійського патріархату дівчаток-іподияконів можна зустріти і тепер).
Плани з відновлення інституту дияконис були в Александрійському патріархаті, в якому 16 листопада 2016 року на засіданні Синоду було створено комітет у складі трьох архієреїв для вивчення цього питання. Як наслідок, 17 лютого 2017 року Патріарх Феодор II посвятив у диякониси кілька жінок, обов'язком яких стала допомога в місіонерській діяльності в Катангської митрополії, в таїнстві хрещення дорослих, вінчання, а також у катехитичній діяльності церкви.

## Функції дияконис
Функції дияконис у церкві були різноманітними, в тому числі:
- приготувати хліб до Євхаристії

- приготування жінок до хрещення і допомога у здійсненні хрещення;
- підтримання порядку в жіночій частині храму під час служби;
- розподіл пожертв серед нужденних жінок;
- відвідини хворих і вагітних жінок у їхніх оселях зі Святими Дарами для причастя;
- є також згадка IX століття про те, що диякониси приносили причастя християнам, які перебували в полоні у мусульман.

Апостольські постанови вказують, що диякониса «без диякона нічого нехай не робить і не говорить», але при цьому «ніяка жінка нехай не приходить до диякона або єпископа без диякониси».

## Канонізовані диякониси
Низка дияконис давньої церкви зарахована до лику святих:
- Свята Фіва[10] Кенхрейська (Коринфська), диякониса (I століття). Згадується в посланні апостола Павла до Римлян (Рим. 16:1). Пам'ять звершується 16 вересня (3 вересня за старим стилем).
- Свята Тетяна Римська[11][12] мучениця, диякониса (226 р.). За сповідання Ісуса Христа прийняла мученицьке страждання від римського градоправителя Ульпіана. Пам'ять звершується 25 січня (12 січня за старим стилем).
- Свята Нонна[13] Назіанська, диякониса (374 р.), мати святителя Григорія Богослова. Пам'ять звершується 18 серпня (5 серпня за старим стилем).
- Свята Олімпіада[14] Константинопольська, диякониса (409 р.). Її високо цінував Іван Золотоустий, за відданість котрому вона постраждала і померла в ув'язненні. Пам'ять звершується 7 серпня (25 липня за старим стилем).
- Свята Ксенія Римлянка, преподобна[15]; (ок. 457). Пам'ять звершується 6 лютого (24 січня за старим стилем).
- Блаженна Феозва[16]. Рідна сестра святих Василія Великого, Григорія Ніського і Петра Севастійського. Пам'ять звершується 23 січня (10 січня за старим стилем).
- Домніка Константинопольська (пом. 474 р.) — ігуменя, диякониса (пам'ять у православній церкві 8 січня за юліанським календарем).